# Cañada Ombú
Cañada Ombú é uma comuna da província de Santa Fé, na Argentina.